# Quận Houston, Texas
Quận Houston (tiếng Anh: Houston County) là một quận trong tiểu bang Texas, Hoa Kỳ. Quận lỵ đóng ở thành phố Crockett. Theo kết quả điều tra dân số năm 2000 của Cục điều tra dân số Hoa Kỳ, quận có dân số 23.185 người. Quận được đặt tên theo Samuel Houston. Đây là một trong các quận khô của tiểu bang Texas.
Dù có tên là quận Houston, quận này không có mối liên hệ gì với thành phố Houston.

## Thông tin nhân khẩu
Theo điều tra dân 2 năm 2000, đã có 23.185 người, 8.259 hộ, và 5.756 gia đình sống trong quận. Mật độ dân số là 19 người cho mỗi dặm vuông (7/km ²). Có 10.730 đơn vị nhà ở với mật độ trung bình là 9 mỗi dặm vuông (3/km ²). Cơ cấu dân tộc của dân quận gồm 68,57% người da trắng, 27,93% da đen hay Mỹ gốc Phi, 0,26% người Mỹ bản xứ, 0,25% người châu Á, 0,06% người đảo Thái Bình Dương, 2,17% từ các chủng tộc khác, và 0,76% từ hai hay nhiều chủng tộc. 7,50% dân số là người Hispanic hay Latino thuộc chủng tộc nào.
Có 8.259 hộ, trong đó 28,70% có trẻ em dưới 18 tuổi sống chung với họ, 51,90% là các cặp vợ chồng sống với nhau, 14,20% có chủ hộ là nữ không có mặt chồng, và 30,30% là không lập gia đình. 27,90% của tất cả các hộ gia đình đã được tạo thành từ các cá nhân và 15,10% có người sống một mình 65 tuổi trở lên đã được người. Bình quân mỗi hộ là 2,44 và cỡ gia đình trung bình là 2,97.
Trong quận, độ tuổi dân cư gồm 23,20% ở độ tuổi dưới 18, 6,80% 18-24, 27,70% 25-44, 24,30% 45-64, và 18,00% người 65 tuổi trở lên. Tuổi trung bình là 40 năm. Cứ mỗi 100 nữ có 114,10 nam giới. Cứ mỗi 100 nữ 18 tuổi trở lên, đã có 115,90 nam giới.
Thu nhập trung bình cho một hộ gia đình trong quận đã được $ 28.119, và thu nhập trung bình cho một gia đình là $ 35,033. Nam giới có thu nhập trung bình $ 29.143 so với 19.885 $ cho phái nữ. Thu nhập trên đầu cho các quận được $ 14,525. Giới 15,60% gia đình và 21,00% dân số sống dưới mức nghèo khổ, trong đó có 28,30% những người dưới 18 tuổi và 18,20% có độ tuổi từ 65 trở lên.